# Giuliano Kremmerz

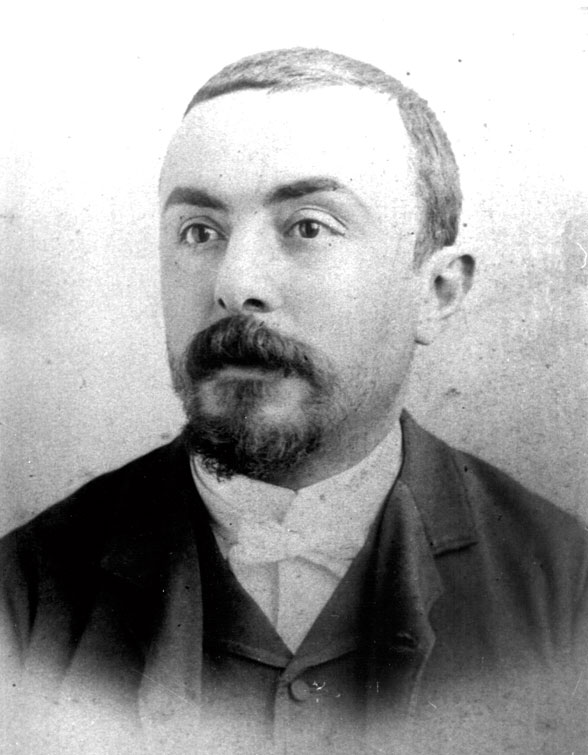
Imagem de Giuliano Kremmerz.

## Biografia
Giuliano Kremmerz, pseudônimo de Ciro Formisano, foi um grande mestre do Hermetismo entre o séc. XIX e XX, fundando a Schola Philosophica Hermetica Classica Italica - Fratellanza Terapeutico-Magica di MYRIAM.
Ciro Formisano, nascido em Portici no dia 8 de Abril de 1861, após a aprendizagem sob a orientação de Izar, entrou quando tinha vinte e cinco anos na Ordine Osirideo Egizio. E foi precisamente Pasquale De Servis, Izar, que apresentou Ciro Formisano, em 1886, a Giustiniano Lebano, o depositário do Grande Oriente Egípcio ou Grande Ordem Egípcia.
Em 1893 De Servis deixou a vida terrena e Ciro Formisano, o futuro Giuliano Kremmerz, prosseguiu a sua evolução dentro do círculo de Giustiniano Lebano, o qual, mesmo tendo compreendido o seu grande poder iniciático, percebeu também o seu caráter exuberante e a sua inclinação absoluta para o uso pro salute populi de tudo aquilo que aprendia.
O relacionamento entre Lebano e Formisano foi bom até 1897, e isto permitiu que fosse aprovada em 20 de março de 1896 na Grande Ordem Egípcia a primeira ideia de “Schola Ermetica” com finalidades terapêuticas; o primeiro esbôço de tal ideia se tornará em um segundo momento a Fraternidade Terapêutica-Mágica de Myriam.
A formação cultural de Formisano, formado em letras na Universidade de Nápoles, passada através de experiências com o ensinamento no ginásio de Alvito e da atividade jornalística no "II Mattino" de Nápoles, completou-se, sobretudo, nos anos que vão de 1888 até 1893, naqueles cinco anos coincidentes com uma sua misteriosa estadia na América Latina.
Na realidade em dezembro de 1888 partiu com um navio dirigido para Montevidéu e com um navio da mesma proveniência reentrou no porto napoletano em maio de 1893.
Transcorridos aqueles anos entre Buenos Aires, Mato Grosso e Bolívia, exercitando a cura homeopática e deixando vestígios profundos de seu ensinamento iniciático.
Morreu em Beausoleil perto de Montecarlo em 7 de maio de 1930.

## OBRAS
Giuliano Kremmerz, Angeli e Demonii dell'Amore, Libreria Detken & Rocholl, Napoli, 1898
Giuliano Kremmerz, Avviamento alla Scienza dei Magi, Edizione fuori commercio, Bari, 1917
Giuliano Kremmerz, I dialoghi sull'Ermetismo(7 dialoghi), Edizioni Panetto e Petrelli, Spoleto, 1929(edizione fuori commercio)
Giuliano Kremmerz, I dialoghi sull'Ermetismo(9 dialoghi), Edizioni Panetto e Petrelli, Spoleto, 1931(edizione fuori commercio)
Giuliano Kremmerz, Avviamento alla Scienza dei Magi (Elementi di Magia Naturale e Divina), Fratelli Bocca, Milano, 1940
Giuliano Kremmerz, Opera Omnia (3 vol.) Casa Editrice Universale di Roma, Roma, 1951-1954-1957
Giuliano Kremmerz, La scienza dei magi (3 vol.), Edizioni Mediterranee, Roma, 1975
Giuliano Kremmerz, Commentarium 1910/1911 (2 vol.), Nardini Editore, Firenze, 1980
Giuliano Kremmerz, Il Mondo Secreto (ristampa dell'edizione degli anni 1896/97-98-99, Editrice Rebis, Viareggio, 1982
Giuliano Kremmerz, La medicina ermetica, a cura di Vinci Verginelli, Nardini, Firenze, 1983
Giuliano Kremmerz, I dialoghi sull'Ermetismo, Editrice Miriamica, Bari, 1991
Giuliano Kremmerz, Lunazioni-Annotazioni sulle influenze siderali e lunari sulle piante i medicamenti le infermità del corpo umano, Editrice Miriamica, Bari, 1992
Giuliano Kremmerz, Un secolo di missione - Avviamento alla Scienza dei Magi (rist. dell'ed. del 1917), Editrice Miriamica, Bari, 1993
Giuliano Kremmerz, La Porta Ermetica (2ª ed.), Ed. Mediterranee, Roma, 2000
Giuliano Kremmerz, Angeli e Demoni dell'Amore, Ed.Rebis, Viareggio, 2000
Giuliano Kremmerz, La Porta Ermetica - La ricerca della Verità Ermetica", Ristampa ed. 1910 (2ª ed.),Ed. Rebis, Viareggio.
Giuliano Kremmerz - A CIÊNCIA DOS MAGOS VOL.1, 2 e 3° - Devir - Sao Paulo

FONTE: http://www.fratellanzahermetica.org/